# Сан-Лоренсо (Колумбия)
Сан-Лоренсо (исп. San Lorenzo) — город и муниципалитет на юго-западе Колумбии, на территории департамента Нариньо. Входит в состав провинции Хуанамбу.

## История
Поселение, из которого позднее вырос город, было основано в 1810 году. Муниципалитет Сан-Лоренсо был выделен в отдельную административную единицу в 1886 году.

## Географическое положение

Муниципалитет Сан-Лоренсо

Город расположен в восточной части департамента, в горной местности Центральной Кордильеры, на расстоянии приблизительно 30 километров к северо-северо-востоку от города Пасто, административного центра департамента. Абсолютная высота — 2074 метра над уровнем моря.
Муниципалитет Сан-Лоренсо граничит на северо-востоке с территорией муниципалитета Ла-Уньон, на востоке — с муниципалитетом Сан-Педро-де-Картаго, на юго-востоке — с муниципалитетом Арболеда, на юге — с муниципалитетом Буэсако, на юго-западе — с муниципалитетом Чачагуи, на западе — с муниципалитетом Таминанго, на севере — с территорией департамента Каука. Площадь муниципалитета составляет 249 км².

## Население
По данным Национального административного департамента статистики Колумбии, совокупная численность населения города и муниципалитета в 2024 году составляла 19 392 человека.
Динамика численности населения муниципалитета по годам:
| 2005   | 2010   | 2015   | 2020   | 2021   | 2022   | 2023   | 2024   |
| ------ | ------ | ------ | ------ | ------ | ------ | ------ | ------ |
| 18 398 | 19 108 | 19 849 | 18 870 | 19 026 | 19 149 | 19 280 | 19 392 |

Согласно данным переписи 2005 года мужчины составляли 51,8 % от населения Сан-Лоренсо, женщины — соответственно 48,2 %. В расовом отношении белые и метисы составляли 99,2 % от населения города; негры, мулаты и райсальцы — 0,8 %.
Уровень грамотности среди всего населения составлял 85,5 %.

## Экономика
68,3 % от общего числа городских и муниципальных предприятий составляют предприятия торговой сферы, 28,2 % — предприятия сферы обслуживания, 3,5 % — промышленные предприятия.

## Транспорт
К западу от город проходит национальное шоссе № 25 (исп. Ruta Nacional 25).